# Alstroemeria cultrifolia
Alstroemeria cultrifolia es una especie fanerógama, herbácea, perenne y rizomatosa perteneciente a la familia de las alstroemeriáceas. Es endémica de Brasil, especialmente descrita en Brasilia. Es un geófito tuberoso y crece principalmente en el bioma tropical estacionalmente seco.

## Taxonomía
Alstroemeria cultrifolia fue descrita por Pierfelice Ravenna, y publicado en Onira 5: 37 (2000)
Etimología
Alstroemeria: nombre genérico que fue nombrado en honor del botánico sueco barón Clas Alströmer (Claus von Alstroemer) por su amigo Carlos Linneo.
cultrifolia: epíteto de una palabra en Portugués brasileño que hace referencia a la forma de la hoja de bordes afilados y puntiagudos; la forma de navaja de podar, como el pico de ciertos pájaros.